# Bungarus multicinctus
Bungarus multicinctus é uma espécie extremamente venenosa de serpente da família Elapidae encontrada em grande parte do centro e sul da China e do Sudeste Asiático. A espécie foi descrita pela primeira vez pelo cientista Edward Blyth em 1861. Com comprimento médio de 1 a 1,5 metro, é uma serpente preta ou azul-escura com numerosas faixas brancas ao longo do corpo. A cobra-de-bandas-brancas habita principalmente áreas pantanosas em sua distribuição geográfica, embora também ocorra em outros tipos de habitats.

## Taxonomia
O zoólogo e farmacêutico Edward Blyth descreveu Bungarus multicinctus como uma nova espécie em 1861, observando que ela possuía muito mais faixas do que  Bungarus fasciatus. Ela ainda mantém seu nome original, Bungarus multicinctus. O nome genérico é uma latinização da palavra em telugo baṅgāru, que significa "cobra". O nome específico multicinctus deriva do latim multi-, forma combinada de multus, "muito, muitos", e do latim cinctus, particípio passado de cingere, "cercar" — como em uma "faixa". O nome comum em inglês "krait" vem do hindi (करैत karait), possivelmente derivado do sânscrito (काल kāla), que significa "preto". Em tâmil, é chamada de "கட்டுவிரியன்", nome comum dado ao gênero Bungarus.

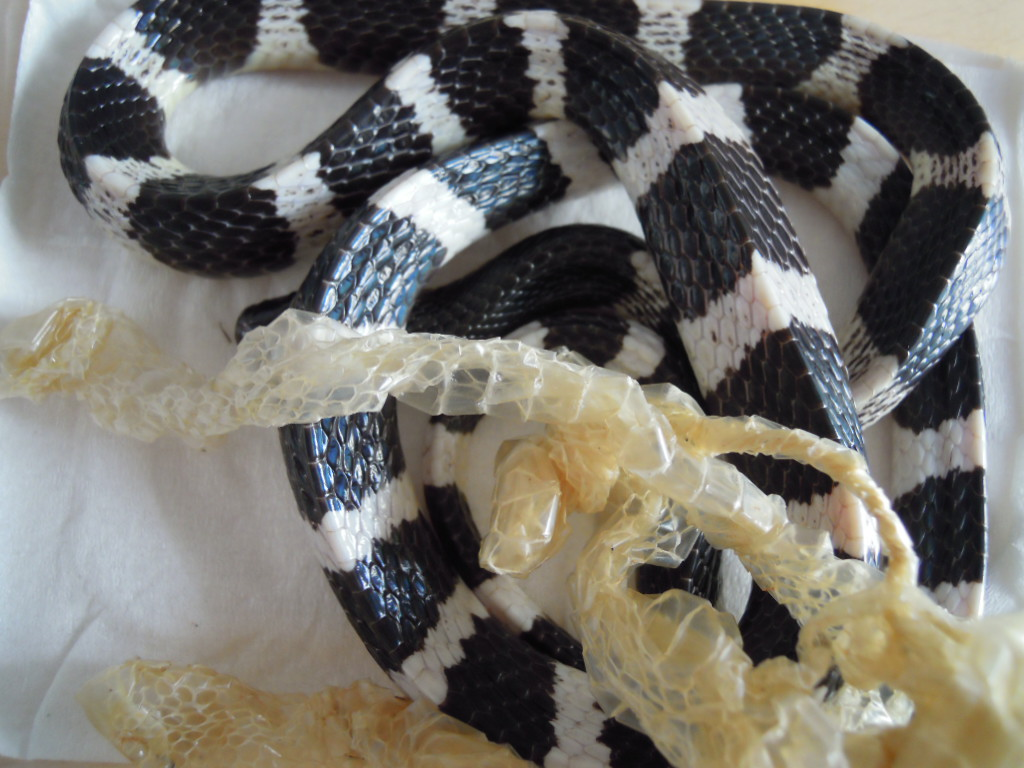
Espécime após a troca de pele.

A espécie possui duas subespécies: a nominal Bungarus multicinctus multicinctus e Bungarus multicinctus wanghaotingi.
O herpetólogo americano Clifford H. Pope [en] descreveu Bungarus wanghaotingi em 1928 a partir de um espécime coletado no sudoeste da Província de Iunã em novembro de 1926 por Walter Granger. Nomeada em homenagem ao artista zoológico Wang Hao-t'ing, de Pequim, Pope a distinguiu de B. multicinctus pelo maior número de faixas dorsais e de B. candidus pela contagem mais alta de escamas ventrais. Essa subespécie também é encontrada em Myanmar, nos estados de Cachim, Arracão e na divisão de Sagaingue. O herpetólogo Alan Leviton e colegas suspeitam que existam outros táxons não descritos dentro do complexo da espécie.
Mao et al. (1983) demonstraram que Bungarus multicinctus era ligeiramente distinta de outros membros de seu gênero e imunologicamente mais próxima de Laticauda [en], espécimes terrestres australianos da família Elapidae e cobras marinhas verdadeiras do que de Elapsoidea sundevalli, Naja naja ou duas espécies de Micrurus. Minton (1981), Schwaner et al. e Cadle & Gorman (1981) sugeriram conclusões semelhantes com base em dados imunológicos, indicando maior semelhança com espécimes australianos da família Elapidae, Laticauda e cobras marinhas.
Uma análise genética de 2016 mostrou que Bungarus multicinctus é grupo-irmão de Bungarus candidus, ambas originadas de uma linhagem que deu origem a Bungarus niger [en].

## Descrição

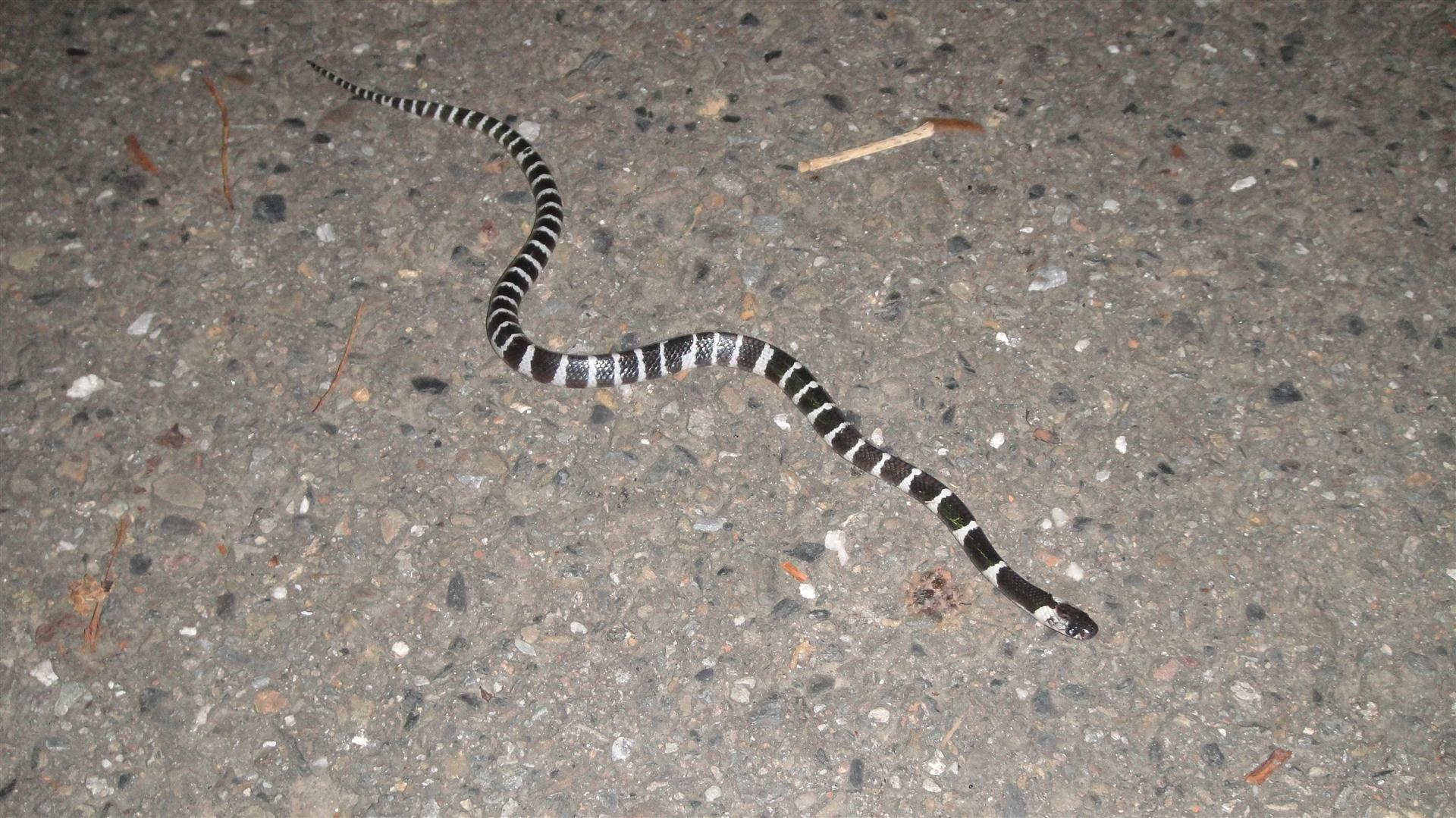
Bungarus multicinctus encontrada em Taiwan.

Bungarus multicinctus é uma espécie de tamanho médio a grande, com comprimento médio de 1 a 1,5 metro, alcançando até 1,85 metro. Seu corpo é esguio e moderadamente comprimido. As escamas são lisas e brilhantes, com uma crista vertebral distinta. A coloração é preta ou azul-escura com aproximadamente 21 a 30 faixas brancas ou branco-creme ao longo do corpo. Espécimes maiores apresentam mais faixas. A cauda é curta, pontiaguda e preta, com 7 a 11 faixas brancas alternadas. A barriga é geralmente branca, podendo ser esbranquiçada ou branco-creme. A cabeça é predominantemente preta, larga, oval, achatada e ligeiramente distinta do corpo. Os olhos são pequenos e pretos, com pupilas escuras que se misturam ao restante do olho. As narinas são grandes, e os dentes são pequenos, fixos e localizados na parte anterior da mandíbula superior. Filhotes geralmente apresentam manchas esbranquiçadas na parte inferior da cabeça.

### Escamas
A quantidade e disposição das escamas no corpo de uma serpente são elementos-chave para identificação ao nível de espécie. Bungarus multicinctus possui 15 fileiras de escamas dorsais na região média do corpo e uma escama anal sem divisão. Machos têm de 200 a 231 escamas ventrais e 43 a 54 escamas subcaudais sem divisão, enquanto fêmeas têm de 198 a 227 escamas ventrais e 37 a 55 escamas subcaudais.

## Distribuição e habitat
A espécie é encontrada em Taiwan (incluindo os arquipélagos de Matsu e Quemói), Hong Kong, Myanmar, Laos e norte do Vietnã. Também pode ser encontrada na Tailândia.
Na China, cobras com faixas brancas foram inicialmente consideradas Bungarus multicinctus, mas um estudo genético de 2017 revelou que a maioria dos espécimes de museu assim classificados era, na verdade, Bungarus candidus, com as verdadeiras Bungarus multicinctus restritas ao sul da China (Fuquiém, Jiangxi, Hubei, Hunão, Ainão, Zhejiang, Cantão e Quancim). Os autores sugeriram que espécimes identificados como Bungarus multicinctus no Vietnã, Tailândia e Myanmar também podem ser Bungarus candidus.

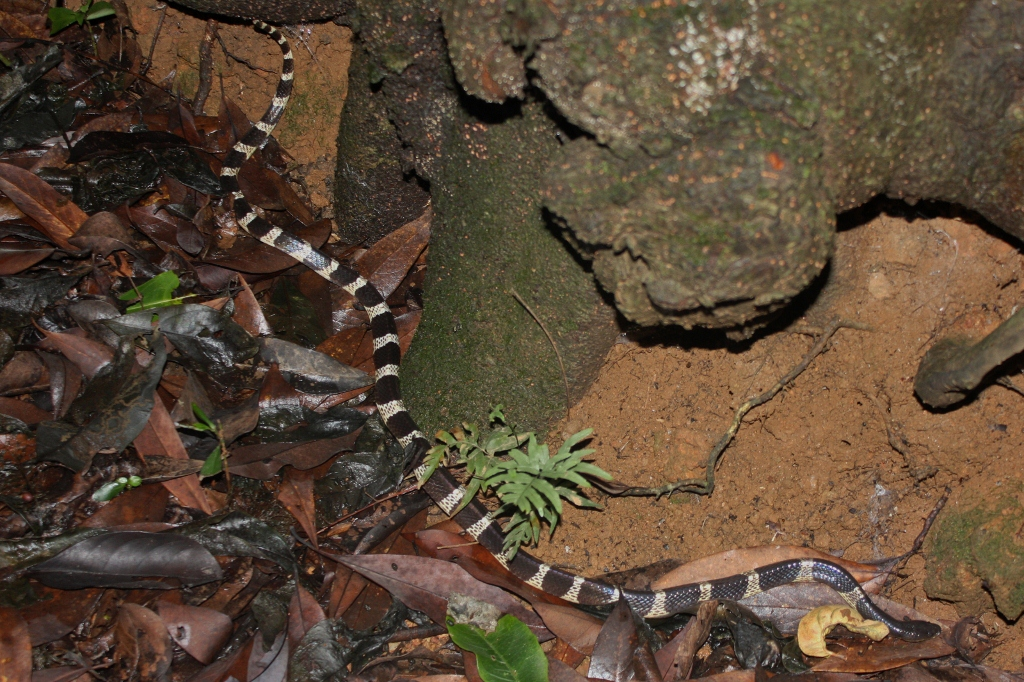
Espécime encontrado em en, Hong Kong.

Embora possa ser encontrada em altitudes de até cerca de 1.500 metros, é mais comum em áreas úmidas de baixa altitude, frequentemente observada em regiões pantanosas subtropicais. Também é encontrada em arbustos, bosques, campos agrícolas e manguezais, muitas vezes próximos a corpos d'água como rios, riachos, arrozais e valas. Ocasionalmente, pode ser vista em vilarejos e áreas suburbanas. É capaz de sobreviver em outros habitats.

## Comportamento e dieta

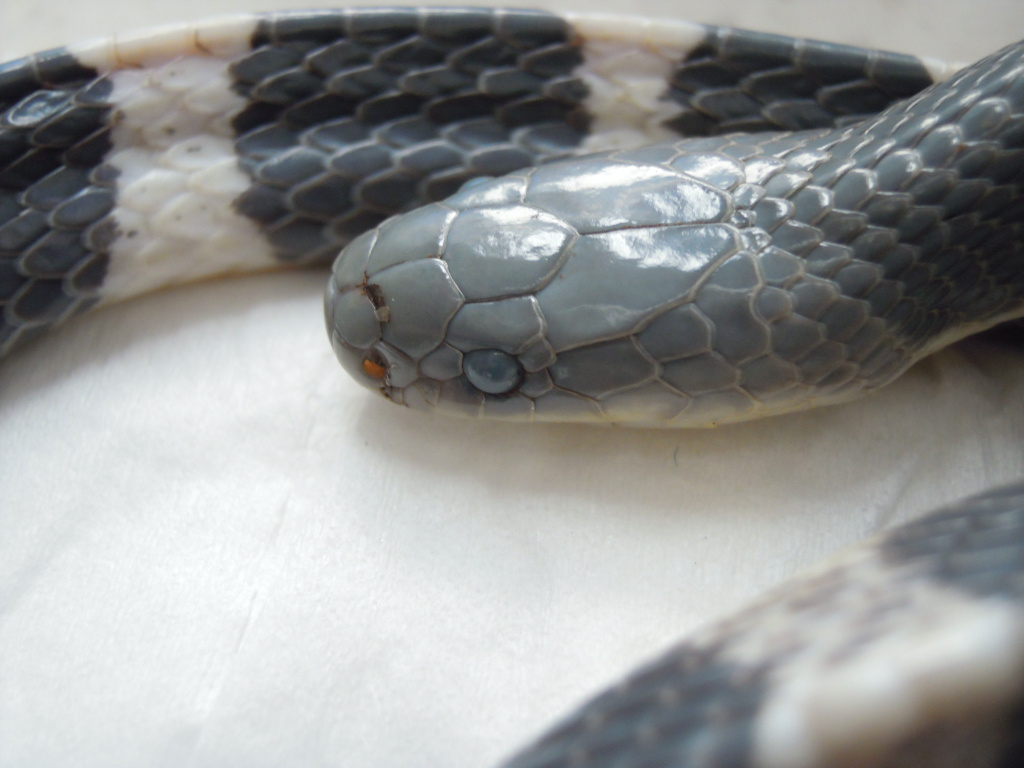
Detalhe da cabeça com escamação visível.

É noturna e pode ser mais defensiva à noite. No entanto, é uma espécie tímida. Durante o dia, esconde-se sob pedras ou em buracos. Aparece em abril e entra em hibernação em novembro. É considerada mais defensiva que  Bungarus fasciatus, debatendo-se quando manipulada.
Diferentemente de outras espécies de Bungarus, que são principalmente ofiófagas, Bungarus multicinctus alimenta-se principalmente de peixes, mas também caça outras serpentes, incluindo membros da própria espécie. Além disso, alimenta-se de roedores, enguias, sapos e, ocasionalmente, lagartos.

### Reprodução
Há informações limitadas sobre os hábitos reprodutivos dessa serpente. Como muitos membros da família Elapidae, Bungarus multicinctus é ovípara. O acasalamento ocorre entre agosto e setembro. As fêmeas depositam de 3 a 15 ovos, embora até 20 possam ser produzidos. Os ovos são depositados no final da primavera ou início do verão, geralmente em junho. A eclosão ocorre cerca de um mês e meio depois. Os filhotes têm aproximadamente 25 cm de comprimento.
O exemplar mais velho registrado foi um indivíduo em cativeiro que viveu 13,7 anos.

## Veneno e toxinas
O veneno de Bungarus multicinctus contém neurotoxinas pré e pós-sinápticas, como α-bungarotoxinas e β-bungarotoxinas, entre outras. Quase metade do conteúdo proteico do veneno é composta por β-bungarotoxinas.
A produção média de veneno em espécimes mantidos em criadouros varia de 4,6 mg a 19,4 mg por mordida. O veneno é altamente tóxico, com valores de DL50 de 0,09 mg/kg a 0,108 mg/kg SC, 0,113 mg/kg IV e 0,08 mg/kg IP em ratos. Com base em vários estudos de DL50 (DLM) em ratos desde 1943, Bungarus multicinctus está entre as serpentes mais venenosas do mundo. To & Tin (1943) relataram 0,07 mg/kg (IV), Lee et al (1962) reportaram 0,16 mg/kg (SC), Fischer e Kabara (1967) listaram 0,2 mg/kg (IP), Lee e Tseng (1969) listaram 0,16 mg/kg (SC), Kocholaty et al (1971) listaram 0,07 mg/kg (IV) e 0,08 mg/kg (IP), Minton (1974) listou 0,07 mg/kg (IV) e 0,08 mg/kg (IP), valores idênticos aos de Kocholaty et al em 1971 para IV e IP, e 0,19 mg/kg (SC).
A α-bungarotoxina é importante para a histologia neuromuscular, sendo conhecida por se ligar irreversivelmente aos receptores da junção neuromuscular, podendo ser marcada com proteínas fluorescentes como proteína verde fluorescente ou o corante rodamina tetrametilrodamina isotiocianato.

### Sintomas clínicos
Os sintomas locais em vítimas mordidas por Bungarus multicinctus geralmente não incluem inchaço significativo ou dor intensa; as vítimas sentem apenas leve coceira e dormência. Sintomas sistêmicos aparecem, em geral, de uma a seis horas após a mordida, incluindo ptose bilateral, diplopia, desconforto torácico, dores generalizadas, fraqueza nos membros, ataxia, glossolalia, perda de voz, disfagia, visão em túnel e dificuldade respiratória. Em casos graves, pode ocorrer supressão respiratória, levando à morte. Hiponatremia também é observada, mas menos comumente.
As taxas de mortalidade estimadas para mordidas não tratadas variam entre estudos, de 25–35% a 70–100%. Durante a Guerra do Vietnã, soldados americanos chamavam Bungarus multicinctus de "cobra de dois passos", acreditando erroneamente que seu veneno era letal o suficiente para matar em dois passos.
Bungarus multicinctus ganhou atenção mundial após um filhote morder Joseph Bruno Slowinski [en] em 11 de setembro de 2001, em Myanmar. Ele faleceu no dia seguinte, 29 horas após a mordida.